# Памятник воинам Северо-Западной армии
Па́мятник во́инам Тала́бского, Остро́вского и Семёновского полко́в Се́веро-За́падной а́рмии был установлен 20 октября 2008 года в селе Ополье Кингисеппского района Ленинградской области как дань памяти воинам Северо-Западной армии генерала от инфантерии Николая Юденича, погибшим на подступах к Петрограду в июне—июле 1919 года во время Гражданской войны. Является первым каменным памятником воинам Северо-Западной армии в России.

## Предыстория
В районе села Ополье Ямбургского уезда во время первого похода Северо-Западной армии под командованием генерала от инфантерии Николая Юденича на Петроград в июле-августе 1919 года погибли бойцы Талабского, Семеновского и Островского полков. Они были похоронены на церковном погосте вблизи села. В советское время могилы были уничтожены.

## История создания памятника

Мемориальная плита

В 2008 году по инициативе Ямбургского братства во имя Святого Архистратига Божия Михаила и организации «Белое дело» мастерами по камню из Кингисеппа М. Н. Литвиновым, С. В. Фролковым и И. С. Федотовым была изготовлена
мемориальная плита, посвящённая «христолюбивым воинам Талабского, Семёновского, Островского полков Северо-Западной армии».
На плите выбиты имена 12 военнослужащих (прапорщика, фельдфебеля, и десяти рядовых), и упомянуты «шесть безымянных солдат и фельдфебель». Фамилии покоящихся воинов найдены благодаря многолетним поискам военного историка-краеведа, редактора журнала «Михайлов День» Сергея Зирина. Практически утраченная могила воинов северо-западников была вновь обозначена.
Памятник был установлен 20 октября 2008 года в церковной ограде около алтаря церкви Крестовоздвиженского храма по благословению настоятеля храма митрофорного протоиерея Иоанна Белевцева. В церемонии открытия памятника приняли участие Сергей Зирин, начальник Санкт-Петербургского отдела Российского Имперского Союза-Ордена Борис Туровский, московская писательница Елена Чудинова, авторы-исполнители Кирилл Ривель и Евгений Юркевич, редактор журнала «Санкт-Петербургские епархиальные ведомости» Илья Попов, историки, журналисты, члены военно-исторических клубов, общественных организаций.